# Кетлін Антонеллі
Кетлін Райта «Кей» Макналті Моклі Антонеллі (англ. Kathleen "Kay" McNulty Mauchly Antonelli; (12 лютого 1921 , Creesloughd, Ольстер  — 20 квітня 2006 , Вайнмор, Пенсільванія )) — американська комп'ютерна програмістка, обчислювачка, учена в галузі інформатики ірландського походження. Одна з шести перших програмісток ENIAC разом з Рут Ліхтерман, Мерлін Мельцер, Бетті Джин Дженнінгз, Франсіс Елізабет Снайдер та Франсіс Білас.

## Біографія
Кетлін Райта Макналті народилася 12 лютого 1921 року у селі Кріслох (Ірландія) третьою із шести дітей у сім'ї політактивіста Джеймса Макналті (James McNulty (Irish activist), 1890—1977) та Енн Неліс. У жовтні 1924 року сім'я іммігрувала до США, оскільки батьку, офіцеру з підготовки кадрів ІРА, залишатися у країні було небезпечно. Вони оселилися в районі Честнат-Гілл міста Філадельфія (штат Пенсільванія), де батько влаштувався муляром.
Кетлін закінчила місцеву церковно-парафіяльну школу, а потім — Католицьку старшу школу для дівчат. Там вона виявила великі успіхи у вивченні алгебри та геометрії. Після старшої школи вступила до Колледж Честнат-Гілл. Там вона продовжила поглиблене вивчення математичних та статистичних наук, закінчила коледж у червні 1942 року зі ступенем математики. Через тиждень після випуску побачила оголошення, що на держслужбу потрібні дівчата зі ступенем математики для розрахунку траєкторій куль і снарядів (Друга світова війна була в розпалі). Робота пропонувалася в Балістичній дослідницькій лабораторії, розташованій на Абердинському випробувальному полігоні в штаті Меріленд. Кетлін зателефонувала щодо цієї роботи двом своїм подругам-однокурсницям, і одна з них, Франсіс Білас, погодилася на переїзд. Вже через тиждень обидвоє дівчат були прийняті на роботу на посаді обчислювачів із платнею 1620 доларів (бл. 30 000 доларів у цінах 2022) на рік. Через два-три місяці їм довірили роботу на диференціальному аналізаторі в підвалі Електротехнічної школи Мура — найбільшому і найскладнішому аналоговому механічному калькуляторі того часу, яких було лише три в США та п'ять чи шість у всьому світі.
У червні 1945 року Кетлін Макналті потрапила до перших програмістів ENIAC — першого електронного цифрового обчислювача загального призначення, який можна було перепрограмувати на вирішення широкого спектра завдань. Деякі історики інформатики приписують їй винахід підпрограми на той час. Чоловіки-інженери, які створили цю машину, миттєво стали всесвітньо відомі, а ось про перших програмісток ЕНІАК майже ніхто нічого не знав навіть у той час, а з часом їх імена практично зникли зі сторінок історії комп'ютерної техніки.
У 1948 році Кетлін залишила роботу у зв'язку зі вступом в шлюб. Пізніше вона повернулася до інформатики: займалася комп'ютерами BINAC та UNIVAC I, для створення яких значний внесок зробив її чоловік.
Кетлін Антонеллі померла 20 квітня 2006 року в містечку Вайндмур штат Пенсільванія) від раку.

### Приватне життя
У 1948 році Кетлін Макналті одружилася з винахідником ЕНІАК і співзасновником компанії «Eckert-Mauchly Computer Corporation» Джоном Моклі (1907—1980). Спочатку вона з чоловіком і двома його дітьми від першого шлюбу (перша дружина потонула під час нічного купання в 1946 році) жили в скромному будинку поблизу Пенсільванського університету, а після народження ще трьох дітей перебралися у великий фермерський будинок поблизу містечка Амблер в Пенсільванії. Прожили разом 32 роки до смерті чоловіка 1980 року.
1985 року 64-річна Кетлін Моклі одружилася з фотографом-футуристом італійського походження Північно Антонеллі (бл. 1907—1995). У 1994 році у нього діагностували хворобу Паркінсона, і через рік він помер.

## Визнання та спадщина
- 1997 — включена до Зали слави Women in Technology International[6] .
- 2002 — включена до Національної зали слави винахідників (США) .
- 2010 — на екрани вийшов документальний фільм «Цілком таємні красуні: Жінки-обчислювачі Другої світової війни[en]»
- 2017 — Міський університет Дубліна привласнив своєму комп'ютерно-обчислювальному корпусу ім'я Кетлін МакНалті[12] .
- 2019 — Ірландський центр високопродуктивних обчислень[en] при Ірландському національному університеті в Голуеї назвав свій суперкомп'ютер Кей[13] . Ім'я вибиралося шляхом громадського голосування серед студентів та школярів, і Кетлін Антонеллі обійшла таких відомих претендентів як ботанік Еллен Гатчінс , священик-вчений Ніколас Каллан[en], хімік-геолог Річард Кірван, хімік Єва Філбін та адмірал-гід Френсіс Бофорт[14] .

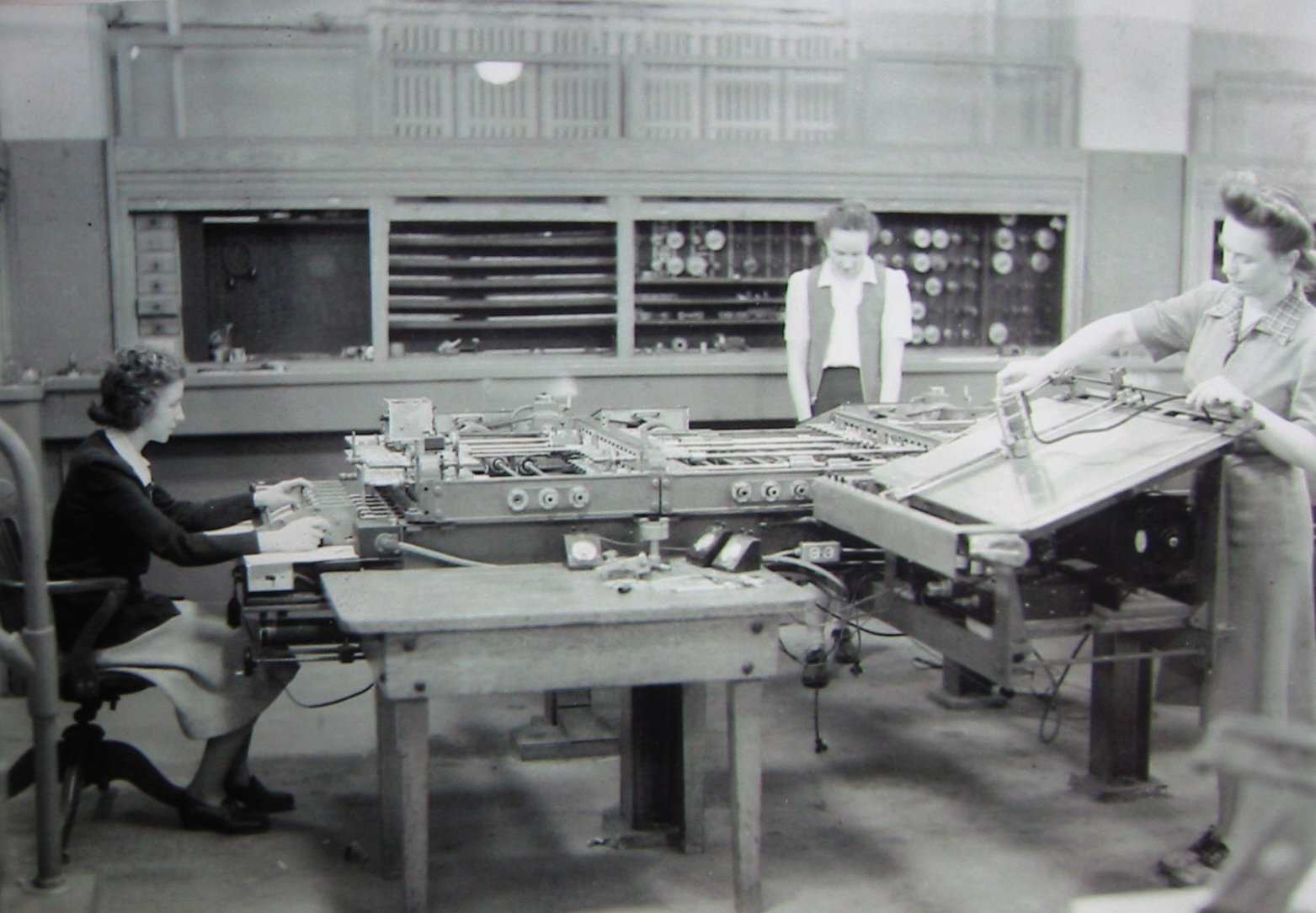
Кей МакНалті (ліворуч) працює на диференціальному аналізаторі в підвалі Електротехнічної школи Мура, 1942-1945 рр.
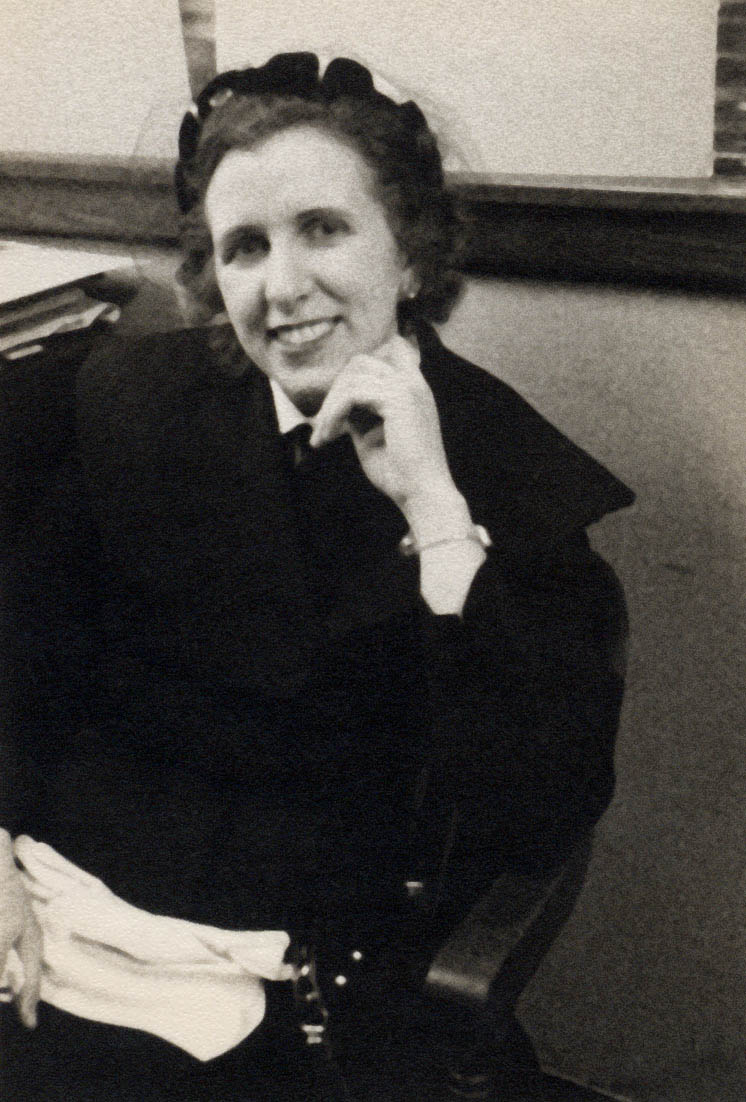
Фото бл. 1945 р.
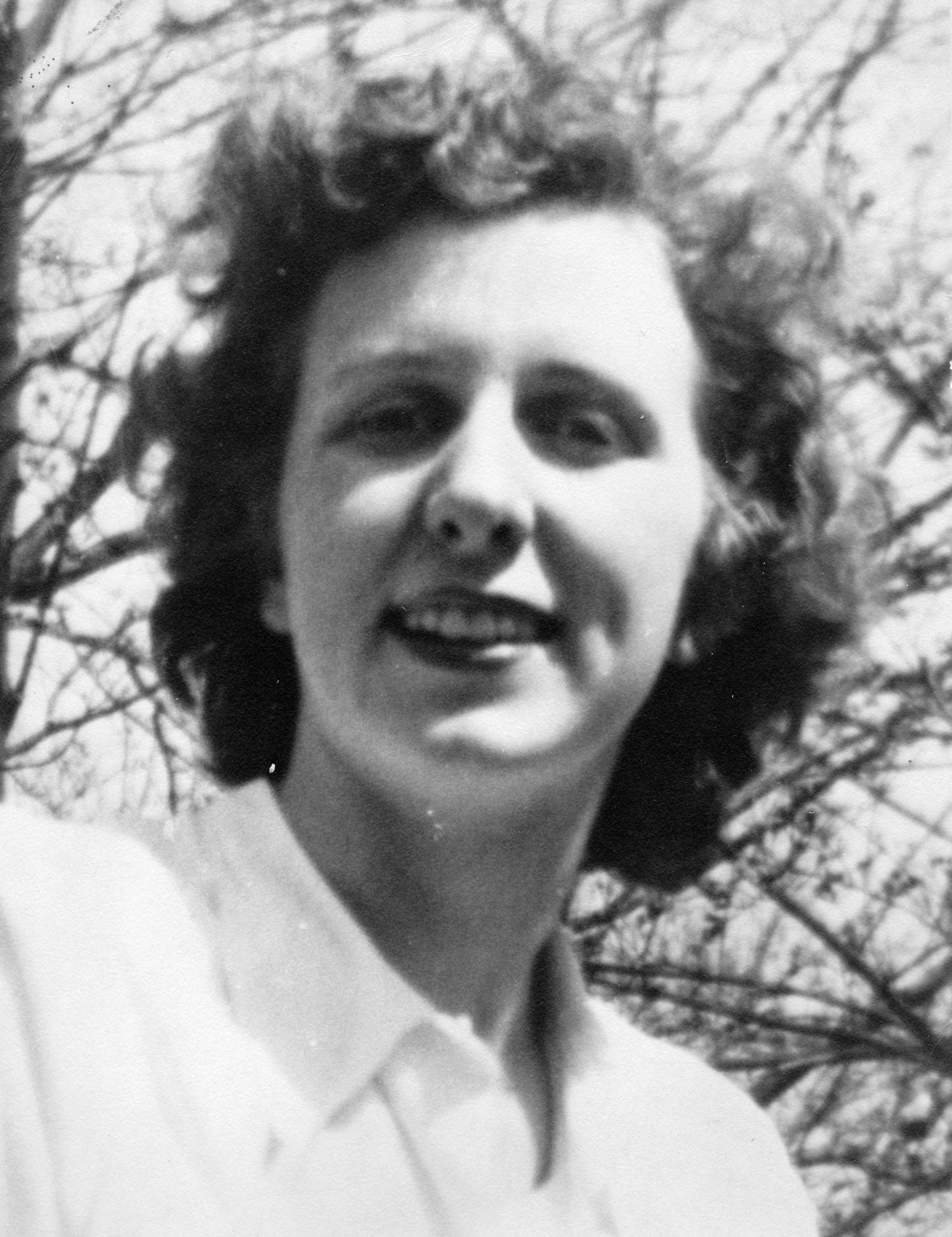
Фото 1948-1950 років.